# القرين (الشعر)

تعديل مصدري - تعديل

القرين هي إحدى قرى عزلة القابل الأعلى بمديرية الشعر التابعة لمحافظة إب، بلغ تعداد سكانها 253 نسمة حسب تعداد اليمن لعام 2004.